# 佛山国际体育文化演艺中心
佛山国际体育文化演艺中心，又名佛山篮球馆，是一項綜合性多功能的體育館，位於佛山市順德區樂從鎮佛山新城裕和路95號，由能兴集团全資修建和運營，承辦各類比賽和各類文藝演出，首场比赛是2019年世界盃籃球賽亞太區資格賽次輪中国对黎巴嫩。

## 使用情况

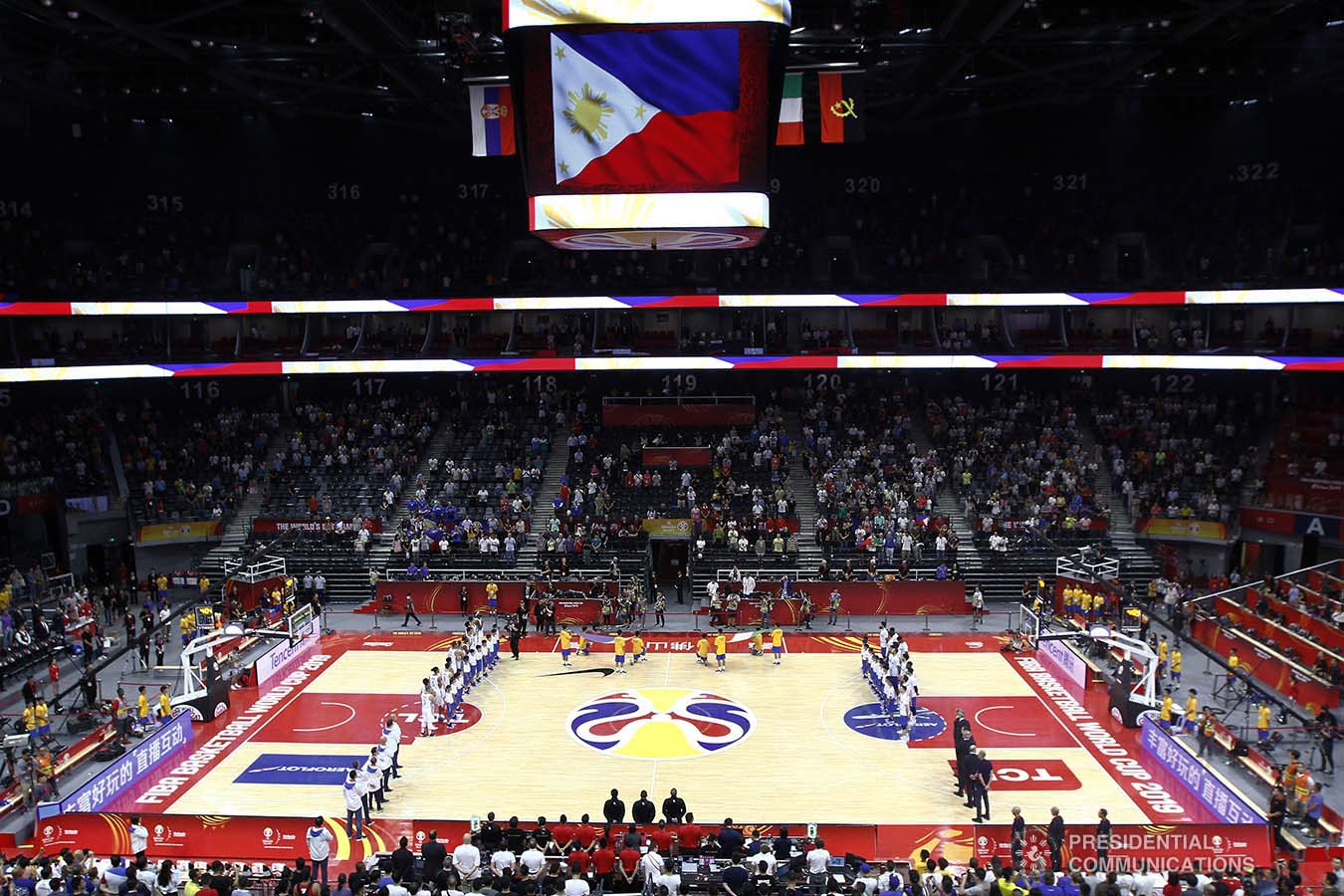
佛山国际体育文化演艺中心内部（摄于2019男篮世界杯期间，由菲律宾总统府新闻办拍摄）

佛山国际体育文化演艺中心于2015年9月20日动工，并于2018年12月2日启用，占地面积达3.89万平方米，毗邻广佛地铁新城东站，附近配有住宅和商场项目。从2018-19赛季开始，CBA球队时代中国广州将该体育馆设为第二主场，该赛季会在佛山举行6场比赛。从2020赛季起，该场馆也将成为守望先锋联赛广州冲锋队的第二主场。同属能兴集团的ABL球队澳門黑熊也在该体育馆举行比赛。该体育馆承办了2019年国际篮联篮球世界杯D组和I组赛事。

### 其他文体项目举办
- 第34届大众电影百花奖颁奖典礼于2018年11月10日在该体育馆举行。[12]
- 英雄联盟职业联赛2019年春季赛决赛于2019年4月21日在该体育馆举行。[13]